# Edgar Ablowich
Edgar Allen „Ed” Ablowich (ur. 29 kwietnia 1913 w Greenville w Teksasie, zm. 6 kwietnia 1998 w Norfolk w Wirginii) – amerykański lekkoatleta, sprinter, mistrz olimpijski z 1932.
Ablowich biegł na drugiej zmianie amerykańskiej sztafety 4 × 400 metrów, która zdobyła złoty medal na igrzyskach olimpijskich w 1932 w Los Angeles, ustanawiając rekord świata z wynikiem 3:08,2 (biegła w składzie: Ivan Fuqua, Ablowich, Karl Warner i Bill Carr).
Był wicemistrzem Stanów Zjednoczonych (AAU) w biegu na 400 metrów przez płotki w 1934.
W 1932 ustanowił rekord życiowy na dystansie 400 m z wynikiem 47,58 s.
W późniejszym czasie pracował w Air Force Institute of Technology na University of Wyoming dochodząc do stanowiska associate professor.